# Inklusivismus

Inklusivismus

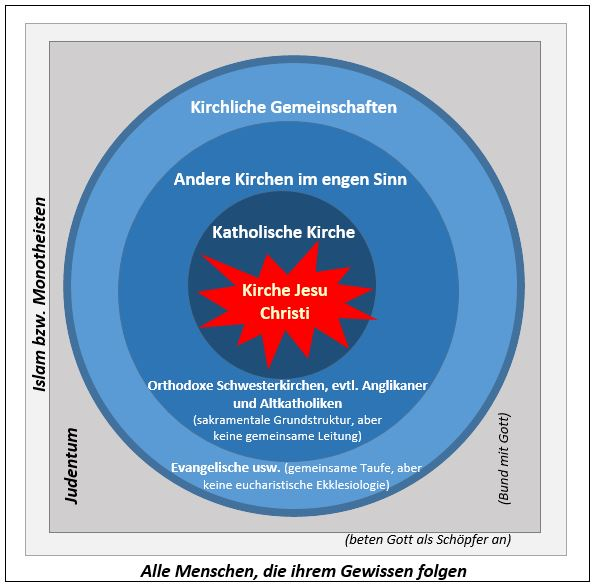
Plenitudo-Ekklesiologie: Inklusivistische Sicht der katholischen Kirche in Bezug auf andere Konfessionen wie auch andere Religionen

Der Inklusivismus ist in der Religionstheologie eine Form der theologischen Beurteilung anderer Religionen beziehungsweise innerchristlich eine Form der Beurteilung anderer Konfessionen.
Er erkennt an, dass auch andere Religionen Heilsbedeutsamkeit besitzen können, dass aber diese Heilsbedeutsamkeit erst in der eigenen Religion zu ihrer vollen Entfaltung und Bedeutung gelangt. Die eigene Position wird als unüberbietbare Heilswahrheit verstanden. Die eigene Religion ist daher allen anderen überlegen.
Der Inklusivismus stellt einerseits eine Gegenposition zum Exklusivismus dar, der die eigene Religion als einzig wahre oder heilbringende Religion sieht, aber andererseits auch eine Gegenposition zum Pluralismus, der zumindest einige andere Religionen als gleichwertig ansieht.
In der katholischen Kirche wird teilweise auch in ökumenischen Fragen ein inklusivistisches Paradigma angewendet, demzufolge nur die katholische Kirche die Kirche im eigentlichen Sinn sei und andere Konfessionen als „kirchliche Gemeinschaften“ nur daran Anteil haben (vgl. Dominus Iesus).
Eine theoretische Möglichkeit zur Eigenpositionierung im interreligiösen Dialog bietet das Modell des mutualen Inklusivismus. Superioritäts- und Absolutheitsanspruch der Religionen stehen hierbei unharmonisiert nebeneinander und das je eigene Geltungs- und Selbstverständnis bleibt uneingeschränkt bestehen. Durch diese Theorie wird der Relativierung und damit auch der Verzerrung der jeweiligen Innenperspektive vorgebeugt.

## Inklusivismus im Christentum
In der zentralen Schrift des Christentums – der Bibel – werden verschiedene Stellen von theologischen Fachleuten, sowie inklusivistisch-orientierten Gläubigen in einen inklusivistischen Kontext gestellt:
Röm 2,14-15: das inklusivistische Verständnis ist hier, dass der Bibeltext aussagt, dass Nicht-Christen, ein Teil der Weisheit Gottes bereits von Natur aus in ihren Herzen tragen. In diesem Zusammenhang würden dann außerdem 1. Mo 20,9-11 und 1. Korinther 5,1 Beispiele aufzeigen, die aussagen, dass – zumindest manchmal – Nicht-Christen und/oder Nicht-Juden auf Grund ihrer natürlichen Kenntnisse des Gesetzes Gottes gottesgefälligere Leben führen würden als manche Christen und/oder Juden. Eine weitere Grundaussage ließe sich außerdem in Römer 1,19-20 herauslesen: inklusivistisch gelesen, werde die Aussage erkannt, dass Gott in Anteilen von allen Menschen – ganz egal von welcher Religion oder welchem kulturellen Hintergrund und auch unabhängig vom geografischen und/oder zeitlichen Aufenthaltsort des Beobachtenden – erkannt werden könne. Dies würde dann auch die modernen Wissenschaften einschließen, die ja das Universum (rel. die Schöpfung) studierten. Ein ähnliches solches Beispiel wird angeführt in Psalm 19, 2-4. In Apg 17,23.28.30 finde man dann erneut eine inklusivistische Grundaussage: auch aus dieser Stelle könne gelesen werden, dass Nicht-Christen und Nicht-Juden (biblisch „Heiden“) Gott in Anteilen erkennen würden. Weiter lesen inklusivistische Christen und Christinnen aus Kolosser 1,16, dass das Universum durch seine Geschöpflichkeit Anteil an Gott habe – also somit auch Teil Gottes sei. Die Christus-Realität Gottes sei die ewige Grundstruktur des Universums. Als letztes wird oft angeführt, dass der innere Zusammenhang der Bibel-Stellen von 1Mo 2,7 und 1Mo 7,21-22 eindeutig belege, dass jedes Lebewesen Gott zu einem großen Stück in sich trage, nämlich durch den Lebensatem Gottes.
Obwohl diese inklusivistische Interpretation der Bibel besagt, dass Gott – teilweise – auch in anderen Religionen und in anderen Disziplinen (z. B. der Wissenschaft) gefunden und erfahren werden kann, betonen inklusivistische Christen meistens gleichzeitig, dass – um die tiefste und intimste Beziehung zu Gott erfahren zu können – es essentiell wichtig sei, die Realität der Natur und Person Jesu zuzulassen. Ebenso wichtig sei es allerdings auch umgekehrt – um mit Gott ganzheitlich in Beziehung sein zu können –, die inklusive und universelle Realität der Natur des seit Urzeiten existierenden Christus anzuerkennen und somit sich nicht nur auf einen innerlich erlebten Jesus ohne die Verbindung zum Universellen Christus zu konzentrieren.
Die Lehre des Inklusivismus wird namentlich von der im englischsprachigen Sprachraum beheimateten Bewegung «Unitarian Universalism», welche als protestantische Glaubensrichtung verstanden wird, vertreten. Auch die Römisch-Katholische Kirche kennt in ihrer Auslegung der Bibel mit dem theologischen Werk Nostra aetate bereits seit 1965 ganz klar inklusivistische Aspekte.
Aus einer inklusivistischen / inklusiven theologischen Glaubenshaltung in einer Glaubensgemeinschaft kann die Schaffung entsprechender religiöser / geistlicher / spiritueller / interdisziplinärer Körperschaften und Institutionen hervorgehen. Beispiele hierfür sind die Päpstliche Akademie der Wissenschaften, der Päpstliche Rat für die Kultur und der Päpstliche Rat für den Interreligiösen Dialog (Dikasterium für den Interreligiösen Dialog). In all diesen Körperschaften der katholischen Kirche werden – aufgrund einer inklusivistischen / inklusiven theologischen Haltung – die Beziehungen zu diesen anderen Disziplinen und Religionen aktiv gepflegt und gefördert.

## Belege
1. ↑  Bernhard Scheid: Inklusivismus. In: religion-in-japan.univie.ac.at der Österreichischen Akademie der Wissenschaften, Institut für Kultur- und Geistesgeschichte Asiens, aufgerufen am 31. Juli 2023.
2. 1 2  J. V. Fesko: Die Schöpfung bezeugt den Schöpfer: Die klassisch-reformierte Theologie und die Verteidigung des Glaubens. In: evangelium21.net 81375 München. Erstveröffentlichung in: Tabletalk Magazin Ausgabe Juli 2019 Ligonier Ministries.
3. 1 2  Richard Rohr OFM: The Universal Christ: How a Forgotten Reality Can Change Everything We See, Hope For, and Believe. In: A Universal and Personal God, Seiten 20-23 (E-Book-Format) Durnell Wiley Erstveröffentlichung 2019, ISBN 978-0-281-07862-2
4. ↑  Dana M. Pike: The Latter-day Saint Reimaging of “the Breath of Life” (Genesis 2:7) in the Hebrew Bible/Old Testament. aufgerufen am 27. Juli 2023
5. ↑  Universalist Unitarian Church of Peoria: What Is Unitarian Universalism. In: peoriauuchurch.org, aufgerufen am 31. Juli 2023.
6. ↑  Unitarian Universalist Association: Beliefs & Principles, aufgerufen am 31. Juli 2023.
7. ↑  Der Heilige Stuhl: Nostra Aetate, aufgerufen am 31. Juli 2023, Erstveröffentlichung 1965.
8. ↑  Der Heilige Stuhl: Erklärung von Kard. Tarcisio Bertone, S.D.B., Staatssekretär, aufgerufen am 23. Dezember 2023, Erstveröffentlichung am 16. September 2006.